# Romulea penzigii
Romulea penzigii är en irisväxtart som beskrevs av Augusto Béguinot. Romulea penzigii ingår i släktet Romulea och familjen irisväxter.
Artens utbredningsområde är Algeriet. Inga underarter finns listade i Catalogue of Life.